# Renata Basto
Renata Homem de Gouveia Xavier de Basto est une chercheuse en biologie cellulaire et biologie du développement.
Elle est actuellement cheffe d'équipe à l'Institut Curie à Paris. Elle est également directrice adjointe de l'unité de recherche CNRS UMR144 Biologie cellulaire et cancer de l'Institut Curie qui comprend 14 équipes de recherche.

## Biographie

### Jeunesse et études
Renata Basto naît le 17 décembre 1972 au Mozambique.
Elle fait ses études de premier cycle en biologie et en génétique à l'université de Lisbonne au Portugal,,. Elle fait ensuite son doctorat dans le laboratoire de Roger Karess à Paris.

### Carrière
En 2002, elle rejoint le laboratoire de Jordan Raff à Cambridge pour y effectuer ses études postdoctorales. En 2007, elle est recrutée au CNRS et fonde sa propre équipe de recherche en 2008 à l'Institut Curie. En plus de diriger son propre groupe de recherche, elle devient directrice adjointe de l'unité de recherche UMR144 Biologie cellulaire et cancer.

### Recherche
Au cours de son doctorat, Renata Basto étudie le contrôle de la transition de la métaphase à l'anaphase chez la Drosophila melanogaster.
Au cours de son postdoc dans le laboratoire de Jordan Raff, Renata Basto étudie le rôle des centrioles chez les mouches pendant le développement. Ses travaux donnent lieu à deux publications dans la revue très reconnue Cell, qui sont citées plus de 600 et 400 fois respectivement depuis leur publication,.
Avec son équipe, elle poursuit ses recherches sur la biologie des centrosomes et les conséquences des instabilités génétiques. Elle publie des recherches sur la biologie des centrosomes, et étudie également le rôle de l'aneuploïdie, de la polyploïdie et de l'instabilité génétique,,.
Elle est considérée comme une référence dans le domaine de la biologie des centrosomes et édite un livre sur les méthodes d'étude des cils et des flagelles. Elle est l'autrice de 58 publications et est citée 1 929 fois.

## Récompenses
- 2009 - Subvention de démarrage du CER[17],[18]
- 2016 - Bourse de consolidation du conseil européen de la recherche[17]
- 2024 - Médaille d'argent du CNRS[19]